# 圓頂龍科
圓頂龍科（Camarasauridae）是蜥腳下目的一科，生存於侏儸紀中期到白堊紀早期的北美洲、歐洲、亞洲。

## 敘述
圓頂龍科是群中型蜥腳類恐龍，體型粗壯，四肢結實，背部曲線逐漸往後彎曲，前肢長於後肢。與近親腕龍科、梁龍科相比，圓頂龍科的頭骨較高、口鼻部較平坦、體型較小、頸部與尾巴較短。
圓頂龍科的牙齒長、呈鑿狀、往前傾斜，是與其他蜥腳類最大的不同處。

## 分類
圓頂龍科的定義為：大鼻龍類之中，較接近圓頂龍，而離高胸腕龍較遠的所有物種。